# Pałac Młodzieży w Katowicach
Pałac Młodzieży im. prof. Aleksandra Kamińskiego w Katowicach – placówka wychowania pozaszkolnego miasta Katowice. Nadzór pedagogiczny nad Pałacem Młodzieży sprawuje Śląski Kurator Oświaty w Katowicach.

## Historia

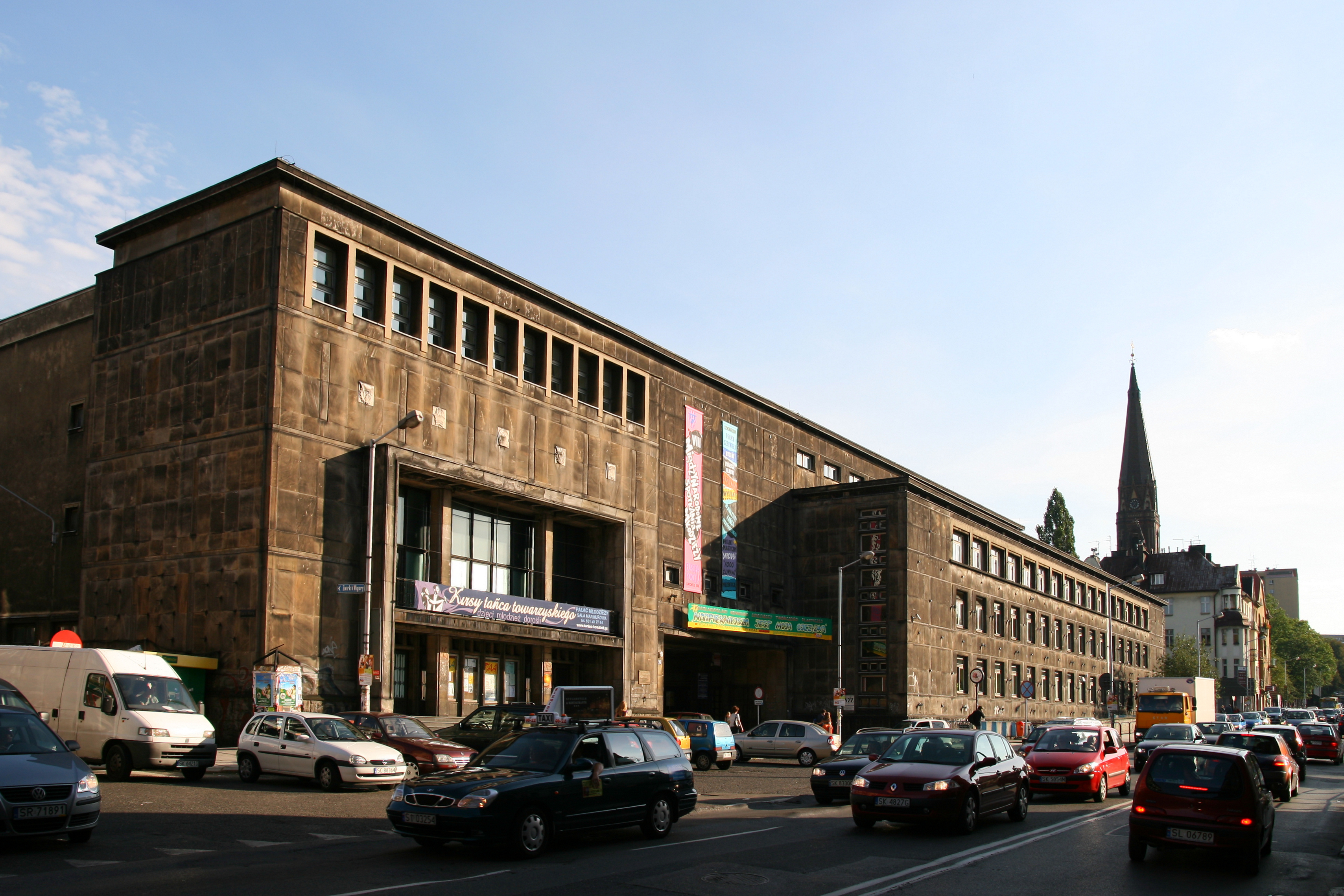
Pałac przed renowacją (2008)

Z inicjatywą budowy Pałacu Młodzieży wystąpił w 1947 roku wojewoda śląsko-dąbrowski, gen. Aleksander Zawadzki. Delegacje, które przyszły w dniu 12 grudnia tego roku składać wojewodzie w imieniu swoich zakładów, instytucji i urzędów życzenia imieninowe zamiast kwiatów przynosiły czeki z określonymi sumami, przeznaczonymi na budowę „Domu Dzieci”. Józef Cofała, kierownik biura Wojewódzkiego Komitetu Funduszu Odbudowy Szkół, który odbierał czeki, podał później, że zebrano 7 600 tys. (ówczesnych) złotych. Wraz ze sprzedawanymi później przez Komitet Budowy Pałacu znaczkami-cegiełkami i innymi ofiarami pieniężnymi pokryły one ok. połowy kosztów budowy. Resztę pokryły subwencje państwowe.
W 1948 roku rozstrzygnięto konkurs na budowę gmachu. Wygrali go gliwiccy architekci Zygmunt Majerski i Julian Duchowicz. Pod budowę przeznaczono plac u zbiegu ulic Mikołowskiej oraz Żwirki i Wigury, na którym znajdowała się składnica drewna. Jego porządkowanie i pierwsze roboty ziemne wykonali w dużej części w czynie społecznym pracownicy śląskich zakładów pracy i młodzież. Kamień węgielny pod budowę wmurowano w 1949 roku.
Obiekt powstał w stylu socrealizmu z elementami późnego modernizmu. Elementy socrealizmu (z jego monumentalizmem) zachowały się do dziś zarówno w wystroju jak i wyposażeniu wnętrz, które projektował Tadeusz Gierula. Kompleks harmonijnie wpisuje się w kompozycję urbanistyczną miasta. Zamyka się w kwartale śródmiejskich ulic: Mikołowskiej, Stalmacha, Kilińskiego oraz Żwirki i Wigury.
Całość składa się z dziesięciu budynków: dydaktycznego, dyrekcji, administracyjnego, pływalni, zaplecza pływalni, sali gimnastycznej, łącznika sali gimnastycznej, teatru z zapleczem, rozdzielni elektrycznej oraz mieszkalnego, o łącznej kubaturze 85 tys. m³. Żelazna, ażurowa brama prowadzi na wewnętrzny dziedziniec.
Otwarcie placówki nastąpiło 3 grudnia 1951 roku. Dział naukowy obejmował pracownie: astronomiczną, biologiczną, matematyczną, fizyczną i chemiczną. W dziale technicznym znalazły się m.in. pracownie: kolejowa (z czasem z dużą makietą kolejową), radiotechniczna, lotnicza, szkutnicza, stolarska, metaloplastyki, mechaniczna, samochodowa i fotograficzna. Dział ten dysponował własną drukarnią, a nawet niewielką kuźnią. Dział artystyczny posiadał pracownie: malarską, rzeźbiarską, rękodzielnictwa artystycznego, choreograficzną, dramatyczną i muzyczną. Dział sportowy rozporządzał jedyną wówczas w Katowicach (nie licząc małego basenu w Łaźni Miejskiej) krytą pływalnią z basem o wymiarach 25 x 12 m, salą gimnastyczną, salami do boksu, zapasów i szermierki, a także strzelnicą sportową, znajdującą się w podziemiu pod drugim dziedzińcem. Dział biblioteczny prowadził wypożyczalnię książek, dysponującą na początku lat 60. ok. 50 tys. tomów, trzy czytelnie (dziecięcą, młodzieżową i czasopism), prowadził poradnictwo biblioteczne, organizował spotkania z autorami, konkursy recytatorskie itp. Dział imprez dysponował m.in. dużą salą teatralno-kinową na 700 miejsc z charakterystycznymi drewnianymi boazeriami (używaną również jako sala kinowa), salą marmurową dla spotkań okolicznościowych na ok. 250 osób i salą odczytową na ok. 100 miejsc. Na początku lat 60. z Pałacu korzystało stale ok. 8 tys. młodzieży, z czego z samych Katowic ok. 4,5 tys. W 56 pracowniach działało ok. 420 kółek zainteresowań, prowadzonych przez specjalistów-instruktorów.
Pełna nazwa placówki brzmiała Pałac Młodzieży im. Bolesława Bieruta. Pierwszym dyrektorem został inspektor szkolny powiatu zawierciańskiego Leon Małkowski. 1 kwietnia 1967 roku uchwałą Prezydium Wojewódzkiej Rady Narodowej w Katowicach Pałacowi Młodzieży nadana została złota odznaka „Zasłużonemu w Rozwoju Województwa Katowickiego” za wybitne osiągnięcia w pracy pozaszkolnej z młodzieżą.
Swojego patrona Pałac Młodzieży zmienił 16 marca 1990 roku. Na podstawie uchwały Rady Pedagogicznej z dnia 30 czerwca 1989 roku Pałac Młodzieży nosi imię profesora Aleksandra Kamińskiego.
W styczniu 2013 roku Pałac Młodzieży został uhonorowany Złotą Odznaką Honorową za Zasługi dla Województwa Śląskiego przyznawaną przez Sejmik województwa śląskiego.
Zespół Pałacu Młodzieży wpisano do rejestru zabytków 13 kwietnia 2010 (nr rej.: A/301/10); granice ochrony obejmują: budynek dyrekcji, budynek dydaktyczny, pływalnię z budynkiem zaplecza, budynek administracyjny, salę gimnastyczna z łącznikiem, teatr z zapleczem, rozdzielnię elektryczną, ogrodzenie oraz dom przy ul. Żwirki i Wigury 32.
W 2011 rozpoczęła się modernizacja Pałacu Młodzieży. Prace zakończono w 2014 r.

## Władze
Dyrektor: Adam Lasek
- Zastępca dyrektora: Aneta Didkowska-Powerska
- Zastępca dyrektora: Elżbieta Michalska

## Zaplecze dydaktyczne

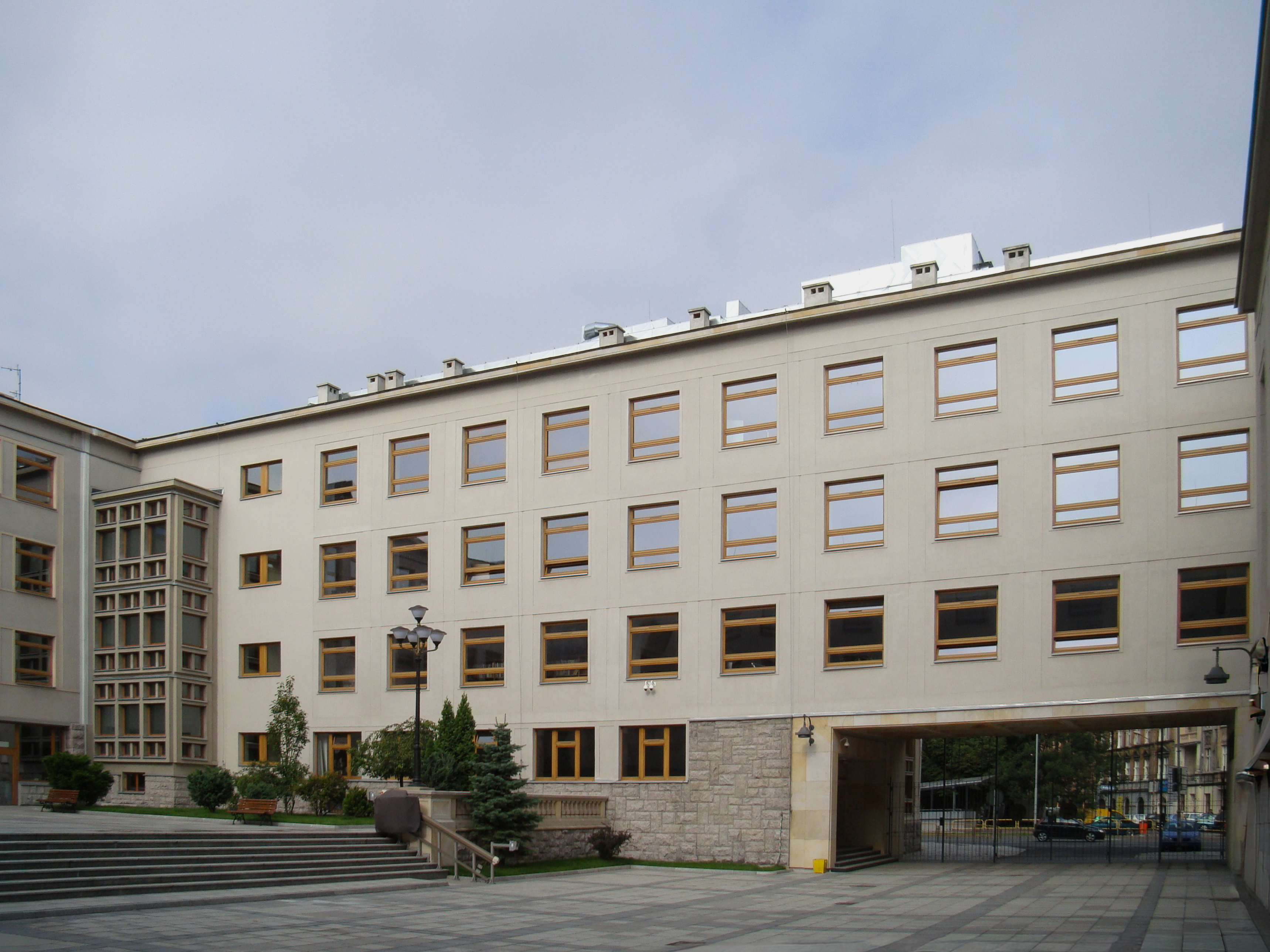
Dziedziniec Pałacu Młodzieży (2014)

Budynek Pałacu Młodzieży mieści się w Katowicach przy ulicy Mikołowskiej 26, u zbiegu ulic Mikołowskiej oraz Żwirki i Wigury. Całkowita powierzchnia budynku to ponad 14 tys. metrów kwadratowych. W budynku mieści się m.in. zmodernizowana sala teatralno-kinowa mieszcząca 430 miejsc, basen pływacki o długości 25 metrów, sala gimnastyczna (do gimnastyki sportowej), strzelnica sportowa, sala szermierki i judo, dwie sale wystawiennicze (sala Marmurowa oraz galeria Akwarela), sala koncertowa, sala audiowizualna dla 90 osób, 2 sale baletowe oraz kilkanaście specjalistycznych pracowni dydaktycznych, umożliwiających zajęcia laboratoryjno-warsztatowe z fizyki, chemii, biologii i edukacji ekologicznej, pracownie: modelarstwa lotniczego, ceramiki, rzeźby, witrażu, malarstwa, grafiki, informatyczna z elementami robotyki, sale do zajęć grafiki komputerowej i animacji oraz dziennikarstwa.

## Struktura placówki
Obecnie w placówce działa 17 pracowni, które skupiają 379 kół zainteresowań. W zajęciach stałych Pałacu Młodzieży w Katowicach uczestniczy  ponad 4500 dzieci i młodzieży tygodniowo.

## Pracownie
- Biologii i edukacji ekologicznej − prowadzi m.in. zajęcia „Przyroda wokół nas”. „Ciekawa biologia”. „Zostanę ornitologiem” oraz Akademię młodych biologów LYKEION
- Edukacji czytelniczej, regionalnej i obywatelskiej − prowadzi zajęcia z edukacji czytelniczej, regionalnej i europejskiej, zajęcia z historii, geografii, w tym Klub Młodzieżowych Przewodników Miejskich
- Teatralno - impresaryjna  − prowadzi zajęcia teatralne, aktorską interpretację piosenki, organizuje  m.in. całoroczny festiwal „Uwaga Talent”. zajmuje się organizacją konkursów i imprez: Jesienny Festiwal Piosenki „Złota Polska Jesień”, Festiwal Tańca, program: doroczna Biesiada Teatralna i program „Arlekiny i Kolombiny”
- Fizyki − prowadzi zajęcia z fizyki m.in. Czwartkowe spotkania z nauką, zajęcia Grupy Twórczej QUARK, warsztaty Badacz Przyrody, zajęcia Między zabawą a fizyką”. Organizuje ogólnopolskie konkursy i konferencje poświęcone fizyce, min. Ogólnopolski Konkurs na pracę „Fizyka a Ekologia”
- Chemii – prowadzi zajęcia z chemii, m.in. „ Laboratorium chemiczne „, Klub młodego odkrywcy, „Chemia dla najmłodszych”.
- Gimnastyki − prowadzi zajęcia z gimnastyki i akrobatyki sportowej oraz skoki do wody. Organizuje zawody gimnastyczne i skoków do wody.
- Szermierki i Judo − prowadzi zajęcia z szermierki dziewcząt (szpada) oraz chłopców (szabla), zajęcia z judo oraz siłownię.
- Lingwistyczna − prowadzi zajęcia z języka polskiego, angielskiego, niemieckiego i francuskiego oraz zajęcia logopedyczne i konsultacje literackie. Organizuje ogólnopolski konkurs literacki dla dzieci i młodzieży „Kacze pióro”.
- Matematyki i informatyki − prowadzi m.in. zajęcia „Między Zabawą a Matematyką”. „Ciekawa Matematyka”. zajęcia z programowania oraz technologii internetowych. Organizuje coroczny Ogólnopolski Sejmik Matematyków.
- Medialna − prowadzi warsztaty telewizyjne, filmowe i dziennikarskie, dyskusyjny klub filmowy, redaguje gazetę Pałacu Młodzieży, prowadzi radio internetowe dla młodzieży.
- Muzyczna − prowadzi m.in. zespół wokalny „Novi” oraz zespoły instrumentalno - wokalne, chór GOSPEL, studio piosenki DEBIUTY, Zespół SŁONECZNI. Organizuje coroczne „Zaduszki artystyczne”.
- Choreograficzna – prowadzi m.in. zajęcia baletowe, zajęcia muzyczno-ruchowe dla dzieci w wieku 3-5 lat, zespoły taneczne „Miraż” i „Arabeska”. dziecięcy zespół folklorystyczny „Ślązaczek”.
- Pływania − prowadzi zajęcia z nauki pływania, ratownictwa wodnego oraz sportowych technik pływania. Organizuje regionalne i międzynarodowe zawody pływackie.
- Profilaktyki i współpracy ze środowiskiem − prowadzi zajęcia z zooterapii, dogoterapii, zajęcia modelarskie, promuje wśród młodzieży nowe media, organizuje wycieczki po Pałacu Młodzieży.
- Rysunku i malarstwa − prowadzi m.in. Studium rysunku i malarstwa,  warsztaty fotograficzne, zajęcia z  grafiki warsztatowej i z grafiki komputerowej, zajęcia z papieroplastyki (origami). Organizuje coroczny Ogólnopolski Konkurs plastyczny „Najpiękniejsza jest moja ojczyzna” oraz Kolekcja Sztuki Dziecka.
- Rzeźby i rękodzieła − prowadzi zajęcia z rzeźby i ceramiki, rzeźby w drewnie i styropianie, witrażu i technik rękodzielniczych.
- Żeglarstwa, narciarstwa, technik strzeleckich i modelarstwa − prowadzi zajęcia z żeglarstwa, narciarstwa, technik strzeleckich (strzelanie z broni pneumatycznej, broni palnej i z łuku) oraz modelarstwa lotniczego.

Dodatkowo w Pałacu działa:
- Centrum wystawienniczo-dekoratorskie − organizuje wystawy w sali marmurowej, galerii Akwarela i foyer sali teatralno – kinowej.
- Ośrodek Informacji Młodzieżowej − udziela młodzieży informacji głównie w zakresie kształcenia, wolontariatu, spędzania czasu wolnego, prowadzi Regionalny Punkt Informacyjny Eurodesku.

## Inne rodzaje działalności
W Pałacu Młodzieży istnieją stowarzyszenia działające na rzecz placówki:
- Międzyszkolny Klub Sportowy „Pałac Młodzieży”
- Stowarzyszenie Czasu Wolnego Dzieci i Młodzieży[10],
- Klub Sportowego Reagowania „Powersport”.
- Stowarzyszenie „Z Nauką w Przyszłość”.
- Katowickie Stowarzyszenie Pływackie

Ponadto w budynku Pałacu Młodzieży mieści się zespół szkół społecznych (STO Katowice), niepubliczne przedszkole oraz Policealna Szkoła Aktorska i Studio Aktorskie Doroty Pomykały ART-PLAY.

## Filatelistyka
Poczta Polska wyemitowała 28 grudnia 1960 r. znaczek pocztowy przedstawiający katowicki Pałac Młodzieży, o nominale 2,50 zł, w serii Historyczne miasta polskie. Autorem projektu znaczka był Witold Chomicz, ryt wykonał Edward Konecki. Wydrukowano 29810000 sztuk. Znaczek pozostawał w obiegu do 31 grudnia 1994 r..